# Liste des commanderies templières en Bohême

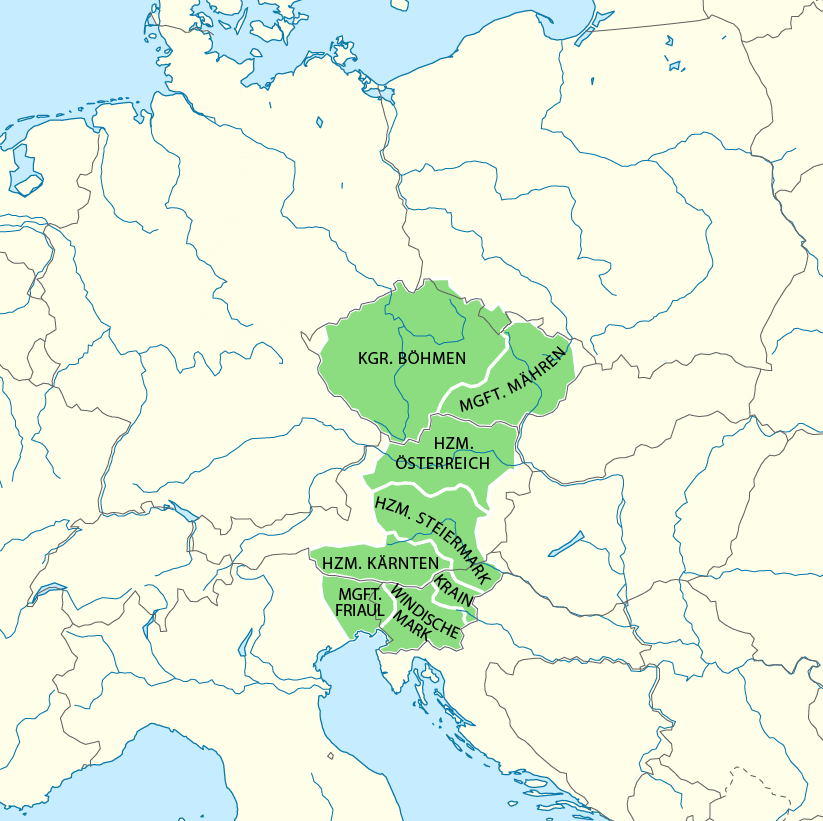
Le Royaume de Bohême en 1273

Cette liste recense les commanderies et maisons de l'Ordre du Temple qui ont existé en Bohême (liste non exhaustive).

## Faits marquants et Histoire
La Bohême est une région historique d'Europe centrale, actuellement l'une des composantes de la République tchèque avec la Moravie et une petite fraction de la Silésie. Le royaume de Bohême faisait partie du Saint-Empire romain germanique jusqu'à sa dissolution en 1806.
On ne connait pas avec certitude l'année d'arrivée des templiers en Bohême, à priori entre 1230 et 1238 à Prague, sachant qu'une chronique du XVIe siècle, « Kronika Česká » par Wencelsaus Hagecius (cs) indiquait 1232. C'est également cette chronique qui nous donne le nom du premier dignitaire templier supposé dans le royaume de Bohême, Petr Ostrew Ginak Berka(Peter Ostrew von Berka, Pierre Berka de Dube et Lippa (de)) en 1253, mais cet ouvrage est considéré comme assez imprécis du point de vue des dates. Dans l'édition en latin, il apparait comme « supremus magister ordinis Templariorum, Petrus Berka, nominatissimae famigeratissimae familiae regulus, penes Templum S. Laurentii magnificum monasterium aedificavit », ce qui a fait penser à certains historiens allemands qu'il était maître de la province d'Allemagne, mais il n'y a pas de documents historiques (chartes) qui permettent d'étayer cette hypothèse.

## Commanderies
| Commanderie ou possession | Ville actuelle (ou à proximité) | Date supposée de première donation | Observations |
| ------------------------- | ------------------------------- | ---------------------------------- | --- |
| Aurinowes                 | Uhříněves                       | 1292                               | , Rattaché à Čejkovice en 1295 |
| Prague                    | Prague                          | 1230                               | il y eut 2 établissements templiers à Prague: église St Paul et église St Laurent (sv. Vavřince, domus Sancti Laurentii): , 50° 08′ 41″ N, 14° 15′ 12″ E |
| Vodochody                 | Vodochody ou Straškov-Vodochody | 1294                               | (la):Wodochot, (de): Wodochod Une maison et des terres qui semble dépendre de St Laurent de Prague,                                                      |

| Localisation en République Tchèque actuelle (Liens vers les articles correspondants) |
| ------------------------------------------------------------------------------------ |
| \| Bavière Moravie Basse-Autriche Aurinowes Prague \|                                |
| Bavière Moravie Basse-Autriche Aurinowes Prague                                      |